# American Standard Brands
American Standard Brands è un produttore nordamericano di impianti idraulici, venduto con i nomi di American Standard, Crane, Fiat, Sanymetal e Showerite, con sede a Piscataway, New Jersey, Stati Uniti. 
La società è stata costituita come American Standard Americas dalle operazioni nordamericane della divisione cucina e bagno di American Standard Companies durante la scorporazione dell'azienda nel 2007. Crane Plumbing ed Eljer sono state fuse nell'azienda nel 2008 creando il gruppo "American Standard Brands".

## Storia
Il 1º febbraio 2007, American Standard Companies ha annunciato che avrebbe sciolto le sue tre divisioni. Il piano includeva la vendita della sua divisione cucina e bagno e lo spin off di WABCO Holdings, la divisione di controllo dei veicoli di American Standard, pur mantenendo la Trane Company.
Il 31 ottobre 2007, American Standard ha annunciato di aver completato la vendita della divisione cucina e bagno a Bain Capital Partners, LLC. Ciò includeva la vendita del nome American Standard a Bain.
Nel frattempo, American Standard ha mantenuto i diritti per utilizzare il nome "American Standard" per i prodotti HVAC. American Standard ha successivamente cambiato nome in Trane il 28 novembre 2007. Dopo qualche mese, Ingersoll Rand ha acquistato Trane, acquisendo i marchi Trane e American Standard. Ingersoll Rand ha continuato a produrre apparecchiature HVAC con entrambi i nomi.
Bain Capital ha creato American Standard Americas dalle unità nordamericane delle unità aziendali di bagni e cucine acquisite da American Standard Companies. Bain ha venduto una quota di maggioranza in American Standard Americas a Sun Capital Partners il 27 novembre 2007.
Nel febbraio 2008, American Standard Americas si è fusa con altre due società di impianti idraulici, Crane Plumbing ed Eljer per creare American Standard Brands. L'unità Crane Plumbing comprende la precedente linea di prodotti Universal-Rundle che Crane ha acquisito nel 1995 e continua a fornire parti di riparazione. Crane ha anche una filiale canadese Crane Plumbing Corporation.
American Standard Brands ha donato oltre 1.500 impianti idraulici e accessori a SBP per i soccorsi per l'uragano Katrina nel 2011.
Nel giugno 2013, l'azienda giapponese Lixil ha accettato di acquistare American Standard Brands da Sun Capital Partners, posizionando così Lixil in modo da beneficiare di una prevista ripresa del mercato immobiliare americano. Due mesi dopo l'acquisizione da parte di Lixil, American Standard Brands ha presentato un nuovo logo.